# Peperomia rossii
Peperomia rossii ist eine vermutlich ausgestorbene Pflanzenart der Gattung der Peperomien (Peperomia) aus der Familie der Pfeffergewächse (Piperaceae). Sie war auf der Weihnachtsinsel endemisch und ist nach der Clunies-Ross-Familie benannt, die 1888 Flying Fish Cove, die erste britische Siedlung auf der Weihnachtsinsel gründete.

## Beschreibung
Es war eine epiphytische krautige Pflanze, mit kahlen, kriechenden Sprossachsen, die an den Knoten wurzelten. Die aufrecht stehenden blühenden Triebe waren 5 bis 10 cm hoch. Die ganzrandigen Laubblätter waren meist gegenständig, elliptisch mit spitz zulaufendem Blattgrund und abgerundetem bis etwas spitzen oberen Ende, unbehaart und mit winzigen Drüsen bedeckt. Die Blattspreite war gewöhnlich 1 bis 3 cm lang. Die Blattstiele waren 3 bis 4 mm lang. 
Die Blütenstände bestanden aus einzelnen, einfachen, 2,5 bis 4,5 cm langen Ähren, die entweder endständig waren oder sich in den oberen Blattachseln befanden. Die Hauptachse der Blütenstände war fleischig. Es gab viele, ungestielte Blüten mit kreisförmigen, schildförmigen Tragblättern, die einen Durchmesser von 0,5 mm hatten. Der eiförmige Fruchtknoten war in der Hauptachse versunken. Die sitzende Narbe war schief. Die fast kugelförmigen, bespitzten Beeren waren weniger als 1 mm lang.

## Status
Peperomia rossii ist nur von den Typusexemplaren bekannt, die 1898 von Charles William Andrews gesammelt wurden und 1900 als Grundlage der Erstbeschreibung durch Alfred Barton Rendle dienten. Wann und warum diese Pflanze verschwand, ist unklar.